# Bohumil Kašpárek
Bohumil Kašpárek (2. května 1911 – ???) byl český a československý politik Komunistické strany Československa, poúnorový poslanec Národního shromáždění ČSR.

## Biografie
V roce 1946 se uvádí jako štábní strážmistr Sboru národní bezpečnosti, bytem Moravská Ostrava-Radvanice.
Ve volbách roku 1948 byl zvolen do Národního shromáždění za KSČ ve volebním kraji Opava. V parlamentu setrval do konce funkčního období, tedy do voleb v roce 1954.